# 缪文江
缪文江（1959年11月—），中国人民解放军中将。
历任兰州军区政治部副秘书长、秘书长，新疆军区机步第6师政委，青海省军区政治部主任，新疆军区政治部副主任。2013年1月，任南疆军区政治部主任。2013年10月，任南疆军区政治委员。2019年4月，升任北部战区副政委兼政治工作部主任。2023年6月，与周皖柱中将对调，任中部战区陆军政委。
2013年7月，晋升少将军衔。2019年12月，晋升中将军衔。